# 鉄板焼き

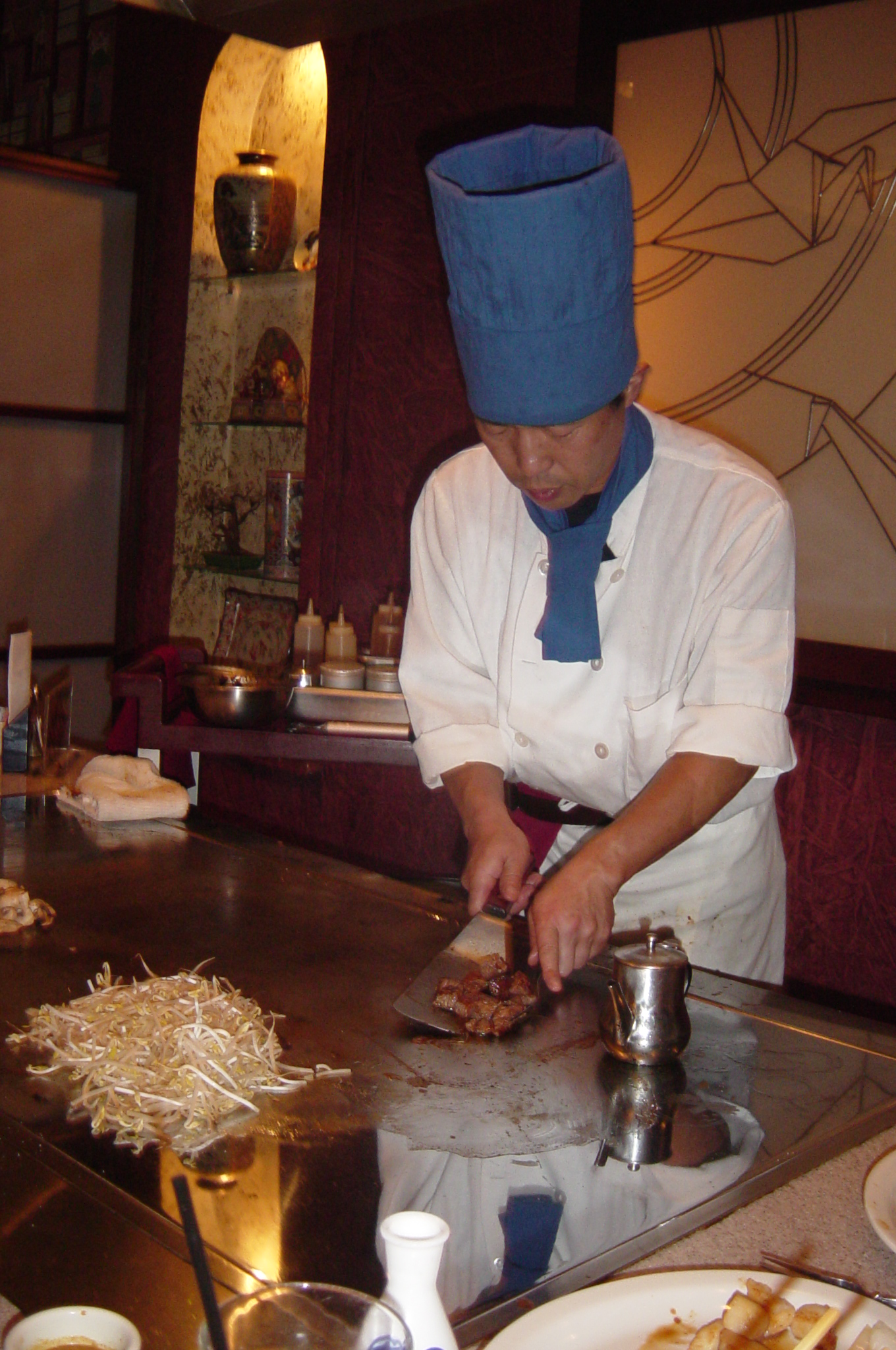
ガスで熱した鉄板で調理する日本のシェフ

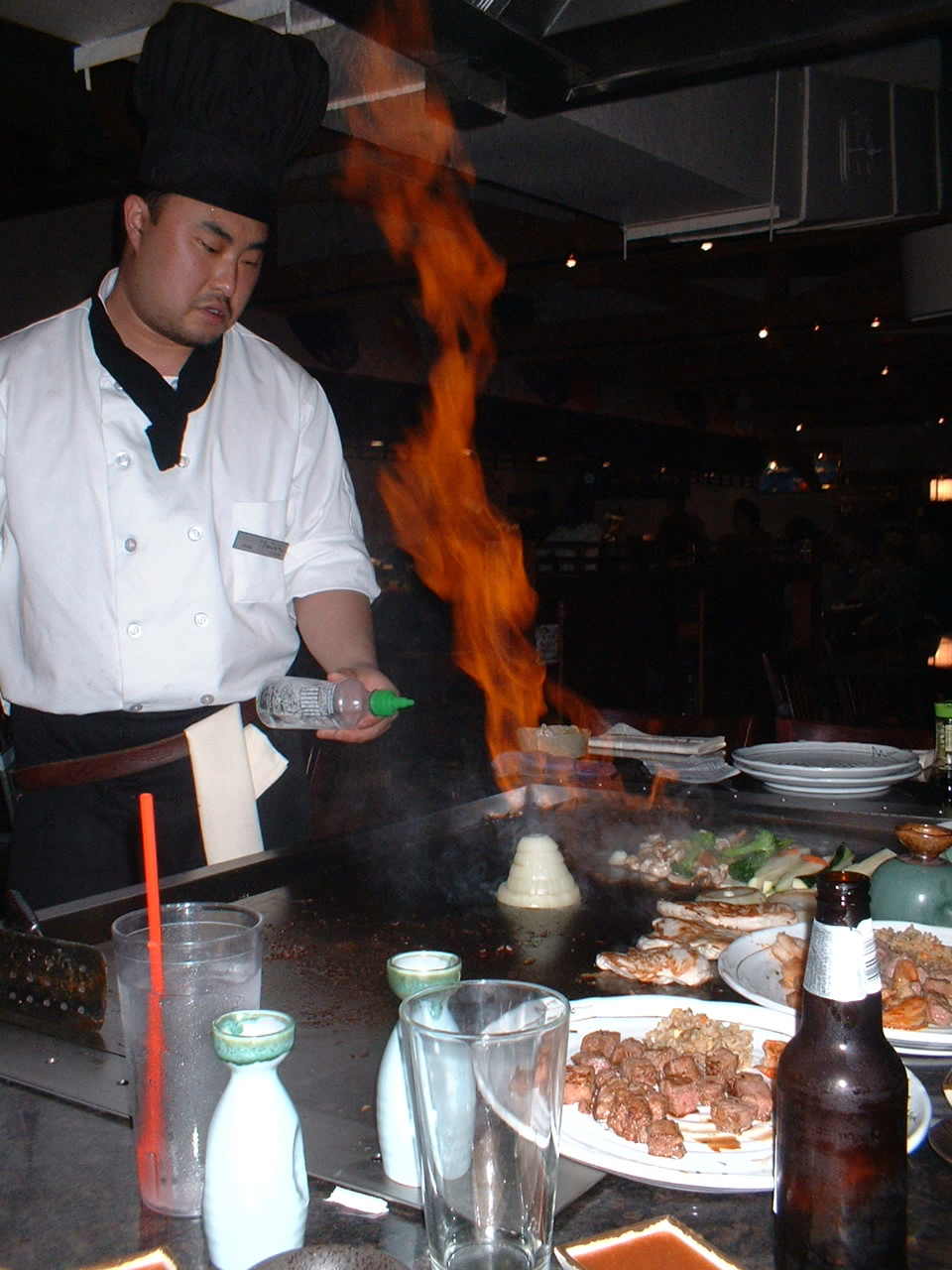
鉄板焼きによるステーキ調理時のパフォーマンス

鉄板焼き（てっぱんやき）は、鉄板で野菜や肉、魚介類などを焼いて食べる料理。家庭やキャンプにおける焼きそばなどは、フライパンやダッチオーブンなどで調理されることもある。

## 歴史
日本で食物を焼いて調理する場合、古くは直火焼きに始まり、薪などを使ったかまどによる加熱調理の時代を経て、江戸時代以降は七輪などで加熱する方法が一般的だった。ガスコンロの普及以前は家庭で鉄板を調理可能な温度まで熱することは効率的でなく、鉄そのものも貴重品であった。鉄板を用いた調理が一般化するのは、戦後の闇市や屋台において廃品の鉄板の上で調理した料理を販売したことに始まると言われることもあるが、実際は戦前からお好み焼きやもんじゃ焼では一般的であった。鉄板焼きの多くは外食、キャンプ料理、お祭りの際の食事と位置づけられている。今日では電気式のホットプレートが普及し、家庭内でも手軽に鉄板焼きを楽しむことができる。近代ではお好み焼き、鉄板焼きステーキ、鉄板焼きそば、などジャンル別に独自の文化を広げている。

## 海外での普及
日本国外では "Teppanyaki" として、日本独特のステーキの提供方法として知られている。これは1964年にニューヨークで開店したBenihanaやSHOGUNといった日本国外の日本料理チェーン店で鉄板焼きステーキが提供されたことによる。料理人が鉄板で牛肉などを調理してカウンター越しに客に提供するスタイルは、1945年に神戸市のステーキ専門店「みその」が寿司店から着想を得て始めたものである。料理人の見事な手捌きも楽しませる鉄板焼き店のサービスは外国人に好まれ、「みその」は日本国外からの有名な観光スポットとなっている。北米の鉄板焼きレストランでは、輪切りのタマネギを重ねて富士山に見立てたものに点火して白煙を噴出させたり、火の点いた料理器具を用いてジャグリングをしてみせるなど、料理の範疇を超えたショーとしても知られる。七輪と火鉢の混同からか、Hibachiとも呼ばれる。

## 鉄板の厚さ
料理する素材などにより、最適な厚さが存在する。例えばお好み焼きなど、長時間にわたり一定温度を持続する必要がある場合、厚手のものを使用する。また、キャンプなどで使用するものは可搬性を考慮し、薄手のものや鋳造のものもある。

## 手入れ
から焼き
鉄板を最初に使う際に行う作業でもある。目的は鉄板に付着した工業用の油脂分等を焦がし、除去することにある。後に洗浄して再び加熱し、水分を除去した後にサラダオイルなどをなじませる。
日常の手入れ
お好み焼き屋など一般的には洗浄するに留めるが、ステーキハウスなどでは日に一度、研磨剤で研磨を行う。研磨剤で研磨した後はサラダオイルなどで酸化を防ぐ。

## 種類
いわゆる「鉄板焼き」の店舗で供されるのはステーキが代表的であるが、魚介類や野菜の鉄板焼きも多く見られる。また、ジンギスカン、プルコギ、モンゴリアンバーベキューなども鉄板焼きの一種である。またスキレットやステーキ用の鉄板に載せて提供する料理を「鉄板焼き」と称する向きもある。

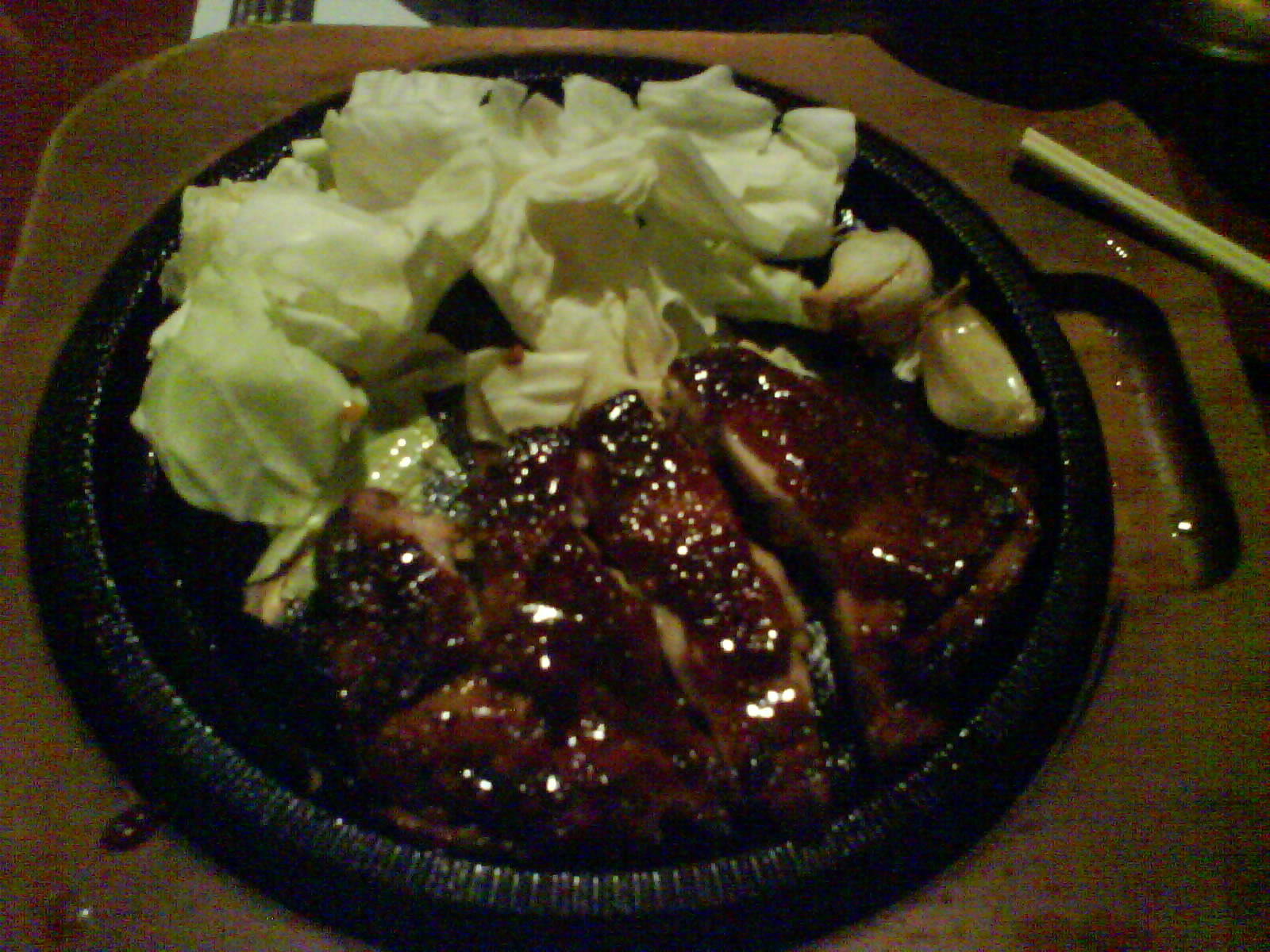

その他、鉄板を使った料理としては、小麦粉を水で溶いたものを焼いて調理するお好み焼き、どんどん焼き、もんじゃ焼き、一銭洋食、とん平焼き、たらし焼きなどがあり、これらを含めて広く「鉄板焼き」と称する店舗も多く存在する。その他、大阪のイカ焼きや鉄板焼鳥（今治焼き鳥）は鉄板の上から別の鉄板等で押さえつけて調理する料理であり、焼きそば・焼きうどん、ホルモン焼きやちゃんちゃん焼きにも鉄板を用いた調理法が存在する。
登山などアウトドア活動の際はコッヘルなどで缶詰や大和煮、ペミカンなどを調理し、そのまま食事をすることもある。
山間部の旅館では、猪肉や野鳥の肉などを中心にした「大名焼き」や「お狩場焼き」と呼ばれる鉄板焼きが提供されることがある。